# 브라질솜꼬리토끼
브라질솜꼬리토끼(Sylvilagus brasiliensis) 또는 타페티(tapeti)는 솜꼬리토끼의 일종이다. 브라질토끼 또는 숲솜꼬리토끼로도 알려져 있다. 멕시코 남부에서 아르헨티나 북부에 이르는 지역에 분포한다. 작거나 중간 크기의 몸집을 갖고 있으며, 어두운 색깔의 작은 꼬리와 짧은 뒷발 그리고 작은 귀가 있다. 국제 자연 보전 연맹(IUCN)에서 "관심 필요"(Least Concern) 등급으로 분류하고 있다.